# Baker Cemetery
Der Baker Cemetery ist ein Friedhof der texanischen Stadt Kemp. Er liegt etwa acht Kilometer südlich der Stadt an der Verbindungsstraße nach Tolosa. 
Ursprünglich wurde der Friedhof als Begräbnisstätte der Familie Baker angelegt. Die Eheleute John und Eliza Baker waren 1835 als Siedler von Illinois nach Texas gekommen. Als 1848 ihr jüngstgeborener Sohn William starb, begruben sie ihn auf ihrem Land. Aus dieser Familienbegräbnisstätte wurde nach und nach ein öffentlicher Friedhof für die in Nachbarschaft lebenden Siedlerfamilien und deren Nachkommen.
Der Friedhof umfasst heute eine Fläche von etwa 1,2 Hektar und rund 800 Gräber, darunter die von Veteranen der Republic of Texas Army, des Amerikanischen Bürgerkriegs, des Zweiten Weltkriegs und des Koreakriegs. Unterhalten wird er von einem 1984 gegründeten Förderverein.

## Quelle
- Historical Marker der Texas Historical Commission (errichtet 1996)

Koordinaten: 32° 22′ 16,9″ N, 96° 12′ 48,1″ W